# Грађанска кућа у Ул. Радоја Домановића 5
Грађанска кућа у Ул. Радоја Домановића 5 је грађевина која је саграђена 1929. године. С обзиром да представља значајну историјску грађевину, проглашена је непокретним културним добром Републике Србије. Налази се у Лесковцу, под заштитом је Завода за заштиту споменика културе Ниш.

## Историја
Грађанска кућа у Ул. Радоја Домановића 5 је саграђена 1929. године, налази се у непосредној близини централног градског језгра. Грађена је као дворишни објекат, својом западном слепом фасадом непосредно належе на граничну линију суседног имања број 1—3 док је са осталих страна потпуно слободна у односу на двориште. Донекле има карактер градске виле са парковски уређеним двориштем и баштом. У свом саставу има сутерен, високо приземље и поткровље са мансардним кровом. У спољњој архитектури је присутна асиметричност, оба тракта зграде у односу на њен средишњи део су различита по свом склопу и изгледу, леви тракт је истуренији. Средишњи простор наглашава и излазна партија терасе у нивоу поткровља коју подухватају стубови одоздо на угловима, а изнад чијег се чеоног зида налази исписана година градње. Дворишна ограда делује декоративно и изведена је од украсних гвоздених елемената, са масивним стубовима у вештачком камену. Кућа представља вредан пример грађанске стамбене архитектуре у целини са двориштем и вртом. У централни регистар је уписана 23. априла 1991. под бројем СК 928, а у регистар Завода за заштиту споменика културе Ниш 18. фебруара 1991. под бројем СК 276.